# Krzysztof Jeżowski
Krzysztof Jeżowski (Łask, Voivodat de Łódź, 30 d'agost de 1975), va ser un ciclista polonès, que fou professional del 2000 al 2012. Del seu palmarès destaca el campionat nacional en ruta de 2009.

## Palmarès
- 1998
  - Vencedor de 3 etapes a la Volta a Grècia
  - Vencedor d'una etapa al Bałtyk-Karkonosze Tour
  - Vencedor d'una etapa a la Szlakiem Grodów Piastowskich
- 2001
  - Vencedor d'una etapa a la Dookoła Mazowsza
- 2004
  - 1r al Gran Premi Velka cena Palma
  - Vencedor d'una etapa a la Volta al Marroc
  - Vencedor d'una etapa a la Cursa de la Solidaritat Olímpica
  - Vencedor de 2 etapes a la Małopolski Wyścig Górski
- 2005
  - Vencedor d'una etapa a la Dookoła Mazowsza
- 2006
  - 1r al Pomorski Klasyk
  - Vencedor de 2 etapes a la Szlakiem Grodów Piastowskich
  - Vencedor de 2 etapes a la Dookoła Mazowsza
- 2007
  - 1r al Memorial Henryk Łasak
  - Vencedor d'una etapa al Bałtyk-Karkonosze Tour
  - Vencedor d'una etapa al Małopolski Wyścig Górski
  - Vencedor d'una etapa al Szlakiem walk Major Hubal
- 2008
  - 1r al Memorial Henryk Łasak
  - Vencedor d'una etapa al Tour de Taiwan
  - Vencedor d'una etapa a la Szlakiem Grodów Piastowskich
  - Vencedor d'una etapa al Małopolski Wyścig Górski
- 2009
  -  Campionat de Polònia en ruta
  - 1r al Tour de Taiwan i vencedor de 2 etapes
  - Vencedor de 4 etapes a la Volta al Marroc
  - Vencedor d'una etapa al Małopolski Wyścig Górski
  - Vencedor d'una etapa a la Dookoła Mazowsza
- 2011
  - Vencedor d'una etapa al Bałtyk-Karkonosze Tour